# River Falls, Wisconsin
River Falls là một thị trấn thuộc quận Pierce, tiểu bang Wisconsin, Hoa Kỳ. Năm 2010, dân số của thị trấn này là 2.225 người.